# Ommata
Ommata är ett släkte av skalbaggar. Ommata ingår i familjen långhorningar.

## Dottertaxa tillOmmata, i alfabetisk ordning[1]
- Ommata aberlenci
- Ommata aegrota
- Ommata amabilis
- Ommata amanoaphila
- Ommata amoena
- Ommata anceps
- Ommata anoguttata
- Ommata asperiventris
- Ommata astrigae
- Ommata atripes
- Ommata atrocephala
- Ommata aurantipennis
- Ommata aurata
- Ommata aureicollis
- Ommata azadi
- Ommata bauhiniae
- Ommata beltiana
- Ommata bicoloripes
- Ommata bifasciata
- Ommata bilineaticollis
- Ommata bipunctata
- Ommata bistriaticollis
- Ommata bivittata
- Ommata bivitticollis
- Ommata boucheri
- Ommata brachialis
- Ommata brasiliensis
- Ommata brevipennis
- Ommata bucki
- Ommata carinicollis
- Ommata castanea
- Ommata cerdai
- Ommata chacunfrancozi
- Ommata championella
- Ommata clavicornis
- Ommata collaris
- Ommata collarti
- Ommata cosmipes
- Ommata costipennis
- Ommata cribripennis
- Ommata croceicornis
- Ommata curtipennis
- Ommata cyanea
- Ommata cyanipennis
- Ommata demissa
- Ommata discolor
- Ommata durantoni
- Ommata eirene
- Ommata elegans
- Ommata eperuaphila
- Ommata erythrodera
- Ommata eunomia
- Ommata fanchonae
- Ommata faurei
- Ommata fenestrata
- Ommata flava
- Ommata flavicollis
- Ommata flavipes
- Ommata fritschei
- Ommata gallardi
- Ommata giuglarisi
- Ommata globulicollis
- Ommata gracilis
- Ommata guianensis
- Ommata hirticollis
- Ommata hirtipes
- Ommata hovorei
- Ommata igniventris
- Ommata iodes
- Ommata jejuna
- Ommata jorgei
- Ommata kawensis
- Ommata keithi
- Ommata lanuginosa
- Ommata lateralis
- Ommata laticornis
- Ommata lauracea
- Ommata lauraceae
- Ommata liturifera
- Ommata longipennis
- Ommata maia
- Ommata malacodermoides
- Ommata malthinoides
- Ommata melzeri
- Ommata minuens
- Ommata monteverdensis
- Ommata moraguesi
- Ommata nais
- Ommata nigricollis
- Ommata nigriventris
- Ommata nigrotarsis
- Ommata notabilis
- Ommata notaticollis
- Ommata notatipes
- Ommata ochraceicollis
- Ommata pallidicornis
- Ommata paradisiaca
- Ommata perplexa
- Ommata peruviensis
- Ommata picturata
- Ommata pilosicollis
- Ommata pilosipes
- Ommata poecila
- Ommata prolixa
- Ommata pseudoruficollis
- Ommata quadrispinosa
- Ommata quinquemaculata
- Ommata ramulicola
- Ommata rectipennis
- Ommata romani
- Ommata rouperti
- Ommata rubroscutellaris
- Ommata ruficollis
- Ommata sallaei
- Ommata scopipes
- Ommata seabrai
- Ommata semiflammea
- Ommata seminigra
- Ommata signaticollis
- Ommata silvai
- Ommata smaragdina
- Ommata socia
- Ommata soumourouensis
- Ommata subcastanea
- Ommata taraleaphila
- Ommata tenuis
- Ommata thoracica
- Ommata tibialis
- Ommata tommyi
- Ommata transversemaculata
- Ommata turrialbae
- Ommata unicoloripes
- Ommata vasconezi
- Ommata vicina
- Ommata viridis
- Ommata viriditincta
- Ommata vitticollis
- Ommata xantho